# Карлос Вера
Карлос Вера (ісп. Carlos Alfredo Vera Rodríguez; 25 червня 1976, Ґуаякіль) — еквадорський футбольний арбітр. Арбітр ФІФА з 2006 року, один з арбітрів чемпіонату світу 2014 року.

## Кар'єра арбітра
Почав кар'єру футбольного арбітра після навчання в еквадорської федерація футболу, через деякий час був допущений до суддівства матчів вищого дивізіону чемпіонату Еквадору. 2006 року отримав статус арбітра ФІФА.
2007 року в головному Класіко Еквадору між «Барселоною» та «Емелеком» Вера видалив з поля футболіста «Емелека» Габріеля Фернандеса, який, на думку арбітра, симулював травму з метою заробити пенальті. Рішенням КДК Федерації футболу Еквадору Вера був відсторонений від роботи на десять матчів.
Починаючи з 2007 року судить матчі Південноамериканського кубка, 2012 року обслуговував чвертьфінальний поєдинок, а в 2013 півфінальний матч турніру, між клубами «Понте-Прета» і «Сан-Паулу» (1:1). Так само регулярно судив матчі Кубка Лібертодорес. 
Перший міжнародний матч на рівні національних збірних відсудив 2009 року.
2012 року обслуговував матчі клубного чемпіонату світу, а 2013 року обслуговував матчі чемпіонату світу серед молодіжних команд.
15 січня 2014 разом з двома помічниками, так само еквадорцями, Крістіаном Лескано та Байроном Ромеро був обраний одним з арбітрів чемпіонату світу з футболу 2014 року в Бразилії, де відсудив два матчі групового етапу.
З жовтня 2015 обслуговує відбіркові матчі до чемпіонату світу 2018 року.